# Schömberg (Zollernalbkreis)
Schömberg település Németországban, azon belül Baden-Württembergben. Lakosainak száma 4834 fő (2023. december 31.). Schömberg Zimmern unter der Burg, Dautmergen, Rottweil, Wellendingen, Weilen unter den Rinnen, Ratshausen, Dotternhausen, Dormettingen és Deilingen községekkel határos.

## Népesség
A település népessége az elmúlt években az alábbi módon változott:
| Lakosok száma | 2802 | 3172 | 3405 | 3406 | 3623 | 4244 | 4523 | 4691 | 4603 | 4834 |
|               | 1961 | 1967 | 1974 | 1980 | 1987 | 1993 | 2000 | 2006 | 2013 | 2023 |